# Hi Score Girl
High Score Girl (ハイスコアガール Hai Sukoa Gāru?) es una serie de manga japonesa escrita e ilustrada por Rensuke Oshikiri. El manga comenzaba a publicarse en el año 2010, aunque en agosto de 2014 tuvo que pausar por problemas legales con SNK Playmore, retomándose su publicación en julio de 2016. Tras unas modificaciones, el manga regresaba al mercado como Hi Score Girl CONTINUE.
En 2013, se informó que había planes para adaptarlo a un anime, y en marzo de 2018, la productora de anime J.C.Staff anunció la adaptación a serie de televisión que se emitió en Japón entre julio y septiembre del mismo año. Una segunda temporada del anime se emitió en Japón entre octubre y diciembre de 2019, contando con 9 episodios.
Netflix adquirió los derechos para transmitir el anime a nivel mundial.

## Sinopsis
Ambientada en la década de los '90, la historia gira en torno a la vida del jugador Haruo Yaguchi y su relación con los videojuegos y con su compañera de clases Akira Oono, conociendose por el juego de Street Fighter II, buscan ser los jugadores profesionales en las máquinas arcade. Juntos emprenden viajes para buscar los mejores juegos de las empresas más famosas de videojuegos, que hay en las máquinas arcades de esos tiempos, y sus evoluciones de aquellas, con el fin de ser los número 1 en ser los mejores en las máquinas arcade.

## Personajes

### Haruo Yaguchi (矢口 春雄 Yaguchi Haruo)
Seiyuu: Kōhei Amasaki
Doblaje (Hispanoamérica): Diego Becerril
Un joven que es sombrío en varias facetas de la vida: no es académico, no es atlético y no es muy atractivo. Lo único por lo que destaca es una gran habilidad de jugador de videojuegos. Gobierna la escena arcade como "Beastly Fingers Haruo", hasta que conoce a su compañera Akira Oono al enfrentarse contra ella mientras jugaba Street Fighter II, y desde ese momento considerándola su rival. Él comienza como un mocoso sarcástico con un ego más grande que cualquier racha ganadora que pueda acumular en Street Fighter, sin embargo, él nunca abandona su dedicación y amor por los juegos, que casi rayan en la obsesión enfermiza. Por el lado positivo, esta pasión por los juegos es lo que lo lleva a encontrar a algunos de sus amigos más cercanos. Su subconsciente a veces se personifica como el personaje Guile, que es el que Haruo usa frecuentemente al jugar Street Fighter II
Akira Oono (大野 晶 Oono Akira)
Seiyuu: Sayumi Suzuzhiro
Doblaje (Hispanoamérica): Alicia Vélez
La hija del presidente de la Corporación Oono, Akira es rica, popular y multitalentosa, el polo opuesto de Haruo. Sin embargo, en un intento por escapar del estricto régimen educativo que enfrenta en su hogar, se escabulle de vez en cuando para jugar en los centros de juego donde muestra sus habilidades excepcionales de juego. Inicialmente, se encuentra con Haruo durante un combate de Street Fighter II y, a partir de entonces, se une a él por su amor mutuo por los juegos, enamorándose en el proceso a pesar de lo poco perceptivo que es Haruo. Ella nunca habla, y se comunica únicamente a través de gestos y expresiones faciales. Solo se la escucha gruñir, reirse y llorar.
Koharu Hidaka (日高 小春 Hidaka Koharu)
Seiyuu: Yūki Hirose
Doblaje (Hispanoamérica): Jessica Ángeles
Una chica en la clase de Haruo durante toda la secundaria. Va a una escuela para chicas con Onizuka durante toda la escuela secundaria. Inicialmente es una chica introvertida que pasó la mayor parte de su tiempo estudiando sola, se convierte en una persona más sociable y desarrolla un interés en los juegos después de pasar tiempo con Haruo en un nuevo Neo-Geo MVS que se instala frente a la tienda de su familia.
Tiene un instinto natural para los juegos de lucha, lo que la transforma en una poderosa jugadora reconocida tanto como compañera y rival por los afectos de Haruo. Después de un enfrentamiento con ella en los habituales terrenos de Haruo, ella desarrolló un lado sádico cada vez que Haruo estaba cerca. Esta aterradora habilidad atrajo la atención del líder de "Mizonokuchi Force", Nikotama, quien ayudó a Koharu a despertar realmente su amor por los juegos de lucha.

## Media

### Manga
Oshikiri lanzó el manga en la revista Monthly Big Gangan de Square Enix el 25 de octubre de 2010, y terminó su serialización el 25 de septiembre de 2018 en el décimo número de la revista de 2018.
La edición de diciembre de 2019 de Monthly Big Gangan anunció que un manga spin-off titulado Hi Score Girl DASH centrándose en Koharu Hidaka, ahora maestra de secundaria, se iniciaría en la revista, lanzado el 25 de diciembre.

### Anime
Se anunció en diciembre del 2017 que una adaptación animada tenía luz verde. Se confirmó que la adaptación del anime era una serie de televisión animada por J.C.Staff en marzo de 2018, cuyo estreno fue el 13 de julio de 2018. Está dirigido por Yoshiki Yamakawa y escrito por Tatsuhiko Urahata, con diseños de personajes de Michiru Kuwabata y música de Yoko Shimomura. La canción del tema de apertura es interpretada por Sora Tob Sakana. Netflix adquirió los derechos del anime y lo transmitió como "Netflix Original" el 24 de diciembre de 2018, con doblaje latino.
El 20 de marzo de 2019 se lanzaron tres episodios extras titulados Extra Stage, que sirven como secuela directa de la primera temporada.
El 21 de marzo de 2019, se anuncia una segunda temporada de 9 episodios, y se emitió entre octubre y diciembre del mismo año, con el personal y el elenco repitiendo sus roles. La canción de apertura de la segunda temporada "Flash" fue interpretada por Sora Tob Sakana, mientras que la canción de cierre de la segunda temporada "Unknown World Map" fue interpretada por Etsuko Yakushimaru.
La temporada 2 se estrenó en Netflix el 9 de abril de 2020 a nivel mundial.